# Киракосян, Лейла Зениковна
Ле́йла (Ле́йли) Зе́никовна Киракося́н (8 февраля 1941, Нахичевань, Нахичеванская АССР, Азербайджанская ССР, ЗСФСР, СССР — 5 ноября 2024) — советская и российская актриса театра и кино. Заслуженная артистка РСФСР (1983).

## Биография
Родилась 8 февраля 1941 года в Нахичевани Азербайджанской ССР.
Обучалась в ГИТИСе у С. В. Гиацинтовой и А. А. Гончарова. После окончания учёбы работала в Государственном русском драматическом театре Эстонской ССР (1962—1969), в ленинградских театрах — Театре им. Ленинского комсомола (1969—1972, 1975—1978), Театре им. Пушкина (1973—1975), Театре им. Ленсовета (1978—1991), Государственной филармонии  Санкт-Петербурга для детей и молодёжи.
Скончалась 5 ноября 2024 года на 84 году жизни.

### Личная жизнь
Была супругой Эрнста Ивановича Романова (1936—2024), народного артиста Российской Федерации. Вместе с Эрнстом Ивановичем они воспитали двоих детей и трёх внуков.

## Творчество

### Фильмография
- 1962 — Воды поднимаются — Анаит
- 1965 — Страница дневника — Юлия
- 1971 — Вицмундир — участие
- 1971 — Два рассказа Василия Шукшина — участие
- 1971 — Ограбление в полночь — жена шефа
- 1972 — Куда плывут облака — участие
- 1972 — Новогодние сказки для взрослых — участие
- 1972 — Сколько будет дважды два? — Марина Владимировна, учительница
- 1974 — Запонь — Нина
- 1977 — Лишний день в июне — Эл, помощница Диммока
- 1978 — Август — участие
- 1981 — Самоубийство — Галина
- 1985 — Путешествие Лемюэля Гулливера в Лилипутию — дама
- 1986 — Дилижанс — участие
- 1986 — Прекрасная Елена — Каллиопа
- 1986—1991 — Сказка за сказкой (1986 — «Маленькая Баба-Яга»: Румпумпель. 1991 — «Ведьма Гримэлла»: ведьма Гримэлла)
- 1988 — Тайный советник — Зара
- 1991 — Сергей Прокофьев. Сюита жизни — Фата Моргана
- 1992 — Наваждение — участие
- 1992 — Отражение в зеркале — Женя, подруга Анны
- 1992 — Пустельга — инспектор, жена Першинга
- 1993 — Сноггл — миссис Бинг-Бёрчилл
- 2001 — Тайны следствия-1 — Антонина (5 фильм)
- 2004 — Агентство НЛС-2 — Глафира Петровна Васютина, пострадавшая (4 серия)
- 2004 — Улица разбитых фонарей-6 — Вероника Сергеевна, учительница (13 и 14 серия)
- 2005 — Тамбовская волчица — Марго
- 2007 — Омут — Бронислава Смолянинова
- 2010 — Гончие-3 — Зинаида Трефелева (3 фильм)

### Александринский театр[1]
- «Ночью, без звёзд», 1973 (Лена, жена Егорьева)
- «Вишнёвый сад», 1974 (Шарлотта Ивановна, гувернантка)

## Звания и награды
- Заслуженная артистка РСФСР (1983)[1].
- Медаль ордена «За заслуги перед Отечеством» 2 степени (2006).
- Лауреат фестиваля «Монокль».